# 그디니아항

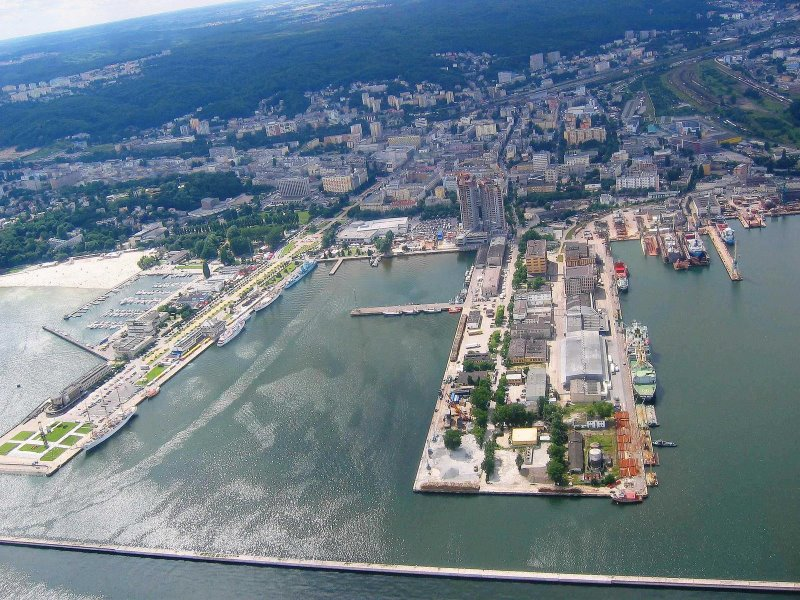
그디니아항

그디니아항(폴란드어: Port morski Gdynia)은 폴란드 포모제주 그디니아에 있는 항구로, 발트해 그단스크만 서쪽 해안에 위치하고 있다. 1926년에 설립되어 2008년에 발트해의 복합 컨테이너에서 2위를 차지했다. 이 항구는 수로를 공유하는 그디니아 해군 기지에 인접해 있지만 행정적으로는 별도의 독립체다. 항구의 총 면적은 972.9508ha이며 그 중 토지면적은 621.0680ha다.